# Stade Président-Perón (Avellaneda)
Ne pas confondre avec le Stade Président-Perón de Córdoba.
Le stade Président-Perón est un stade de football situé à Avellaneda en Argentine. Inauguré en 1950, son club résident est le Racing Club.
Il n'est situé qu'à quelques dizaines de mètres de l'Estadio Libertadores de América, dont le club résident est l'Independiente.

## Histoire
En 1946 le gouvernement signe un décret accordant un prêt de trois millions de pesos pour la construction d'un nouveau stade à Avellaneda. Le ministre des Finances, Ramon Cereijo accorde un prêt de huit millions de pesos. 
La construction du nouveau stade débute en 1947 et le vieux stade ferme ses portes le 1er décembre à l'occasion du match Racing Club-Rosario Central. La démolition du vieux stade commence les semaines suivantes. 
Le 3 septembre 1950 est inauguré le nouveau avec un match du championnat d'Argentine opposant le Racing Club au Vélez Sarsfield. Le Racing s'impose deux buts à zéro. En 1951 le stade accueille les premiers Jeux panaméricains. 
En 1966 le club se dote d'un nouvel éclairage et accueille à cette occasion le club allemand du Bayern Munich pour un match amical. Le Racing l'emporte trois buts à deux. 
Le Racing dispute la finale aller de la Copa Libertadores 1967 dans ce stade contre les Uruguayens du Club Nacional de Football. Le Racing remporte la Copa Libertadores après un match d'appui et se qualifie pour la Coupe intercontinentale. Le Racing affronte le Celtic Glasgow et après une défaite en Écosse, le Racing remporte le match retour dans son stade devant environ 100 000 personnes. Les deux équipes étant à égalité un match d'appui est disputé à l'Estadio Centenario de Montevideo et le Racing remporte le match. 
Le 13 juillet 1988, le Racing dispute le match aller de la finale de la Supercopa Sudamericana contre les Brésiliens du Cruzeiro Esporte Clube et s'imposent deux buts à un. Un match nul au retour assure la victoire des Argentins. 
En 2007, le club argentin de l'Arsenal de Sarandi joue la finale retour de la Supercopa Sudamericana dans ce stade. L'Arsenal de Sarandi y joue ensuite le match aller de la Recopa Sudamericana 2008.

## Galerie

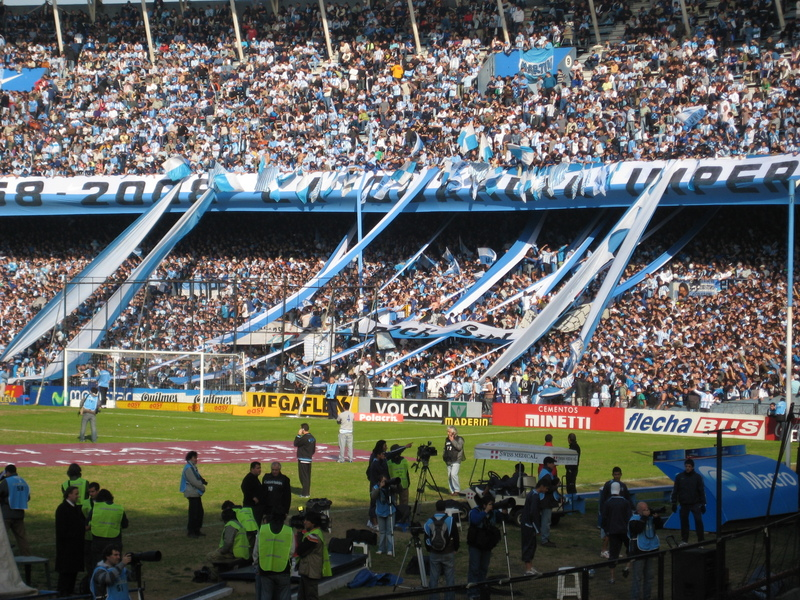
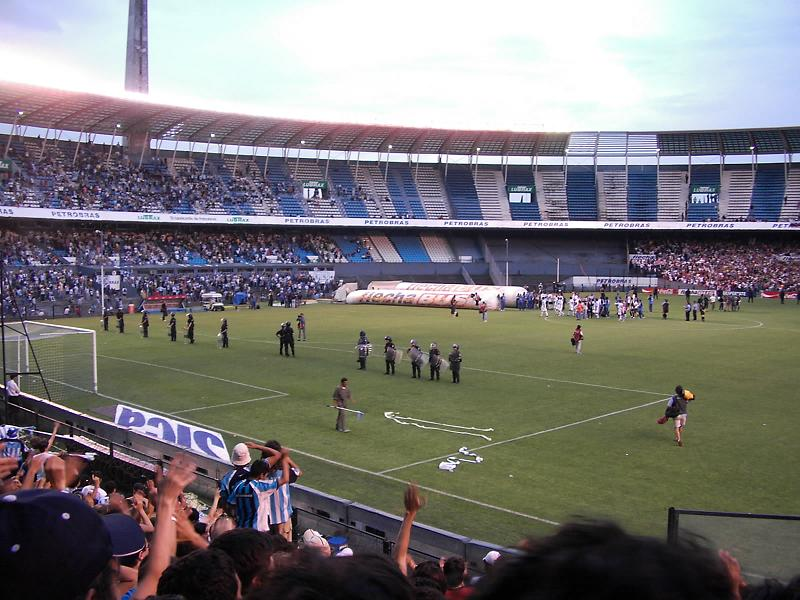
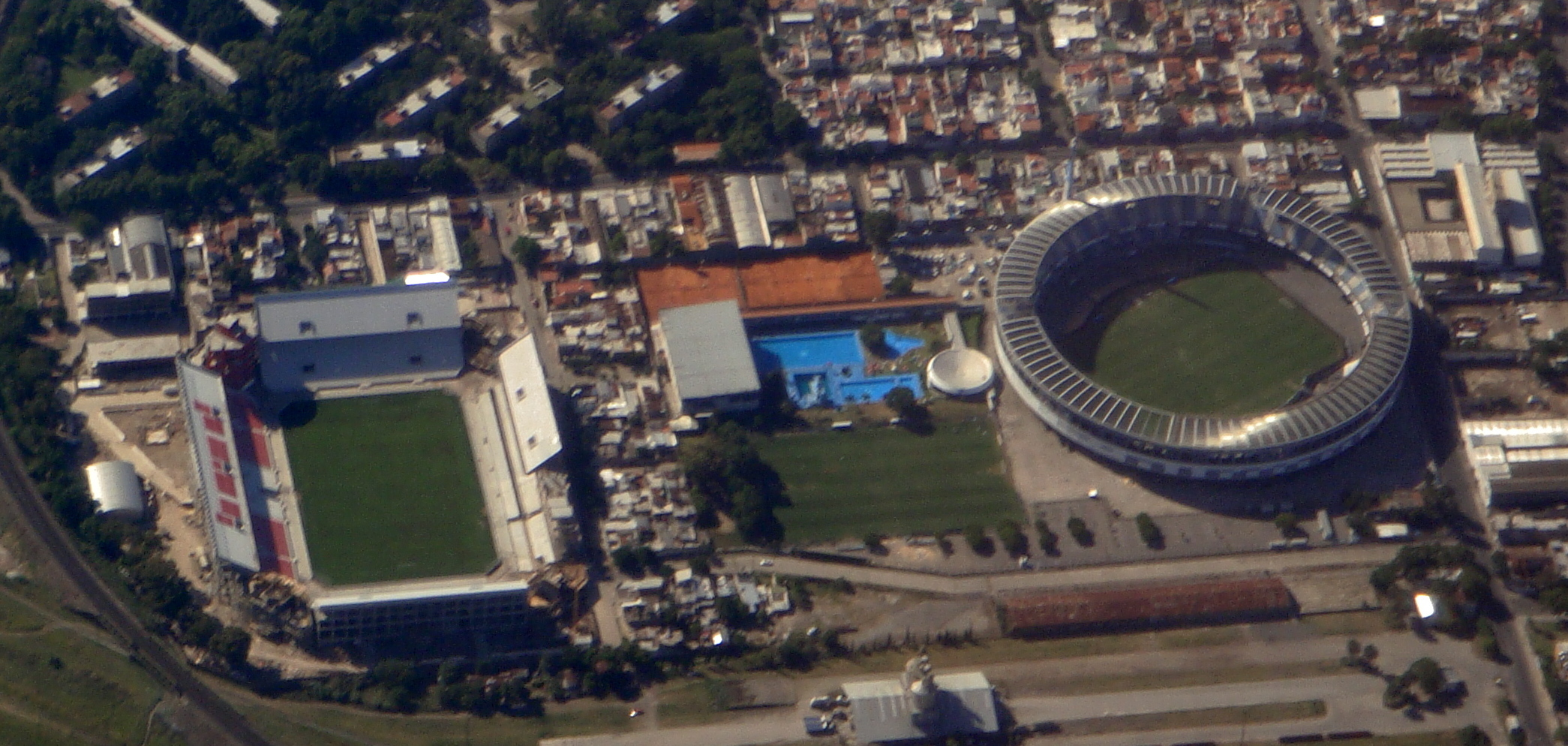